# جزایر دریای مرجان
جزایر دریای مرجان (به انگلیسی: Coral Sea Islands) شامل یک گروه کوچک و غیرقابل سکونت و گرم‌سیری جزایر و تپه‌ها در دریای مرجان، شمال شرق کوئینزلند، استرالیا هستند. تنها جزیره قابل سکونت در بین این جزایر جزیره ویلیس است. این ناحیه ۷۸۰٬۰۰۰ کیلومتر مربع را پوشش می‌دهد، که از شرق و جنوب از لبه‌های خارجی‌تر تپه کریت باریر و شامل تپه هرالدز بیکن اوسپری، گروه ویلیس و پانزده گروه جزیره دیگر گسترش می‌یابد.

## نگارخانه

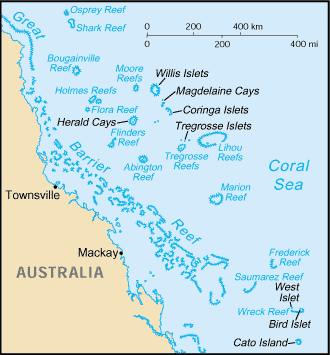
نقشه جزایر دریای مرجان
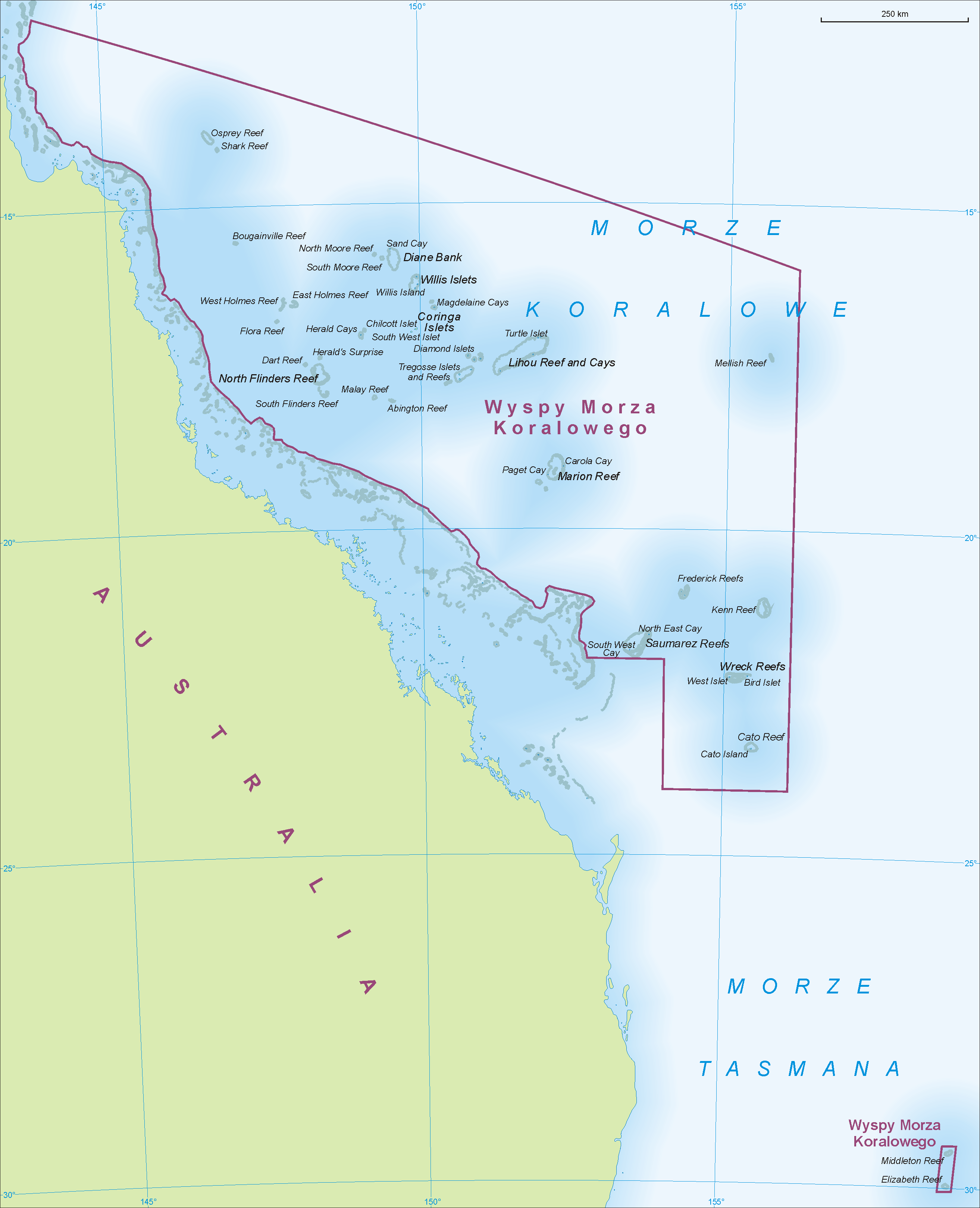